# 테네시주
테네시주(영어: State of Tennessee)는 미국 중남부에 있는 주이다. 북쪽으로 켄터키주, 동쪽으로 노스캐롤라이나주, 남쪽으로 조지아주, 앨라배마주, 미시시피주, 서쪽으로 아칸소주와 미주리주와 접한다. 미주리주와 함께 가장 많은 8개 주와 접하는 주이다. 테네시 강이 주를 삼등분하며 흐르고 있다.
화학 원소인 테네신이 이 지명에서 유래되었다.

## 역사

### 초기 역사
테네시주에는 최소한 8,000년 전에 인디언들이 살았을 것으로 추정된다. 가장 처음 알려진 인디언들 집단은 그 지역에 1,000년 이상 전에 정착하였다. 그들은 흙무더기를 이용해 신전과 추장의 집들을 지었다.
첫 유럽인들이 지역에 도착하였을 때 체로키족이 현재 중부 테네시에 살았다. 체로키 족의 분파인 치카모가 족이 현재 동부 테네시에 있는 채터누가 대지 근처에 살았다. 치카소족은 서부 테네시를 영유하였다.

### 탐험

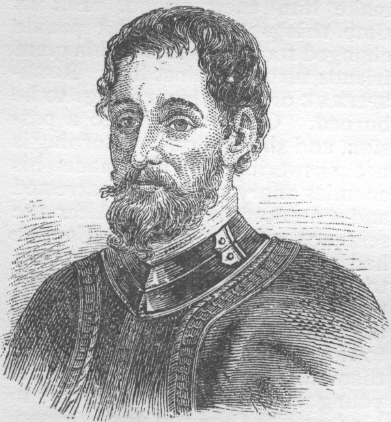
유럽인으로서 테네시를 처음으로 방문한 에르난도 데 소토

1540년 에르난도 데 소토가 이끄는 스페인 정착자들이 테네시 강 유역에서 원주민 마을들을 급습하였다. 서부로 이동하면서 데 소토는 미시시피강에 도달한 첫 유럽인이 되었다.
1673년 영국의의 제임스 니덤과 게이브리얼 아서가 테네시 강 유역을 탐험할 때까지 다른 탐험가들이 지방에 들어가지 않았다. 같은 해 캐나다의 루이 졸리에와 프랑스의 자크 마르케트 신부가 미시시피 강으로 항해하여 내려갔다. 1682년 르네-로베르 카블리에 드 라 살이 미시시피 강 유역의 전체를 프랑스령으로 주장하였다. 그는 현재 멤피스 근처에 있는 칙소 절벽에 프뤼돔 요새를 지었다. 그러나 주둔지는 프랑스인들이 곧 포기하여 고립되었다. 1714년 샤를 샤를빌은 현재 내슈빌 근처에 있는 프렌치 리크에 프랑스의 교역지를 세웠다.
프랑스, 스페인과 영국은 모두 테네시 지방을 주장하고, 교역과 인디언들과 화해를 위한 경쟁을 하였다. 분쟁은 결국 영국과 프랑스 사이에 논쟁이 되었다. 1754년, 영국과 프랑스 정착자들 사이에 프렌치 인디언 전쟁이 일어났다. 프랑스군은 대략 20 대 1로 우세하였으며 전쟁의 초기에 중대한 승리를 거두었다. 그러나 9년간의 싸움 끝에 영국군이 이겼다. 1763년 파리 조약에 의하여 프랑스군은 미시시피 강 동부의 대지들에 모든 주장을 포기하고 영국군에게 항복하였다.

### 초기 정착
1769년에 들어서 동부 테네시 지방에 영구적 정착자들이 살았다. 새로운 정착자들은 버지니아와 노스캐롤라이나에서 지역으로 들어오기 시작하였다.
테네시 지방은 노스캐롤라이나의 영국 식민지에 속하였다. 그러나 거대하고 울퉁불퉁한 산들이 본식민지의 보호로부터 테네시에 정착자들을 갈랐다. 1772년 정착자의 단체가 자신들의 정부 와토가 협회를 형성하여 악조건에서도 법률과 규칙을 설립하였다. 그들은 북아메리카에서 첫 성문 헌법들 중 하나를 작성하였다.
트랜실베이니아 회사가 1775년 체로키 족으로부터 오늘날 테네시와 켄터키의 큰 지역을 매입하였다. 개척자 대니얼 분은 동부 테네시에 있는 홀스턴 강으로부터 산길에 표적을 세워 정착지로 이 대지를 여는 데 컴벌랜드 협곡에서 산들을 가로질렀다. 분의 표적인 와일더네스 로드는 새로운 정착지들에 주요 길이 되었다.

### 준주 시대
1779년 제임스 로버트슨과 존 도널슨이 이끄는 개척자들의 2개 단체들이 황야들로 멀리 밀어나가, 컴벌랜드 강에 있는 빅 솔트 리크 주위에 정착하였다. 이 개척자들은 컴벌랜드 계약이라 불리는 동의서를 작성하였다. 그 동의서는 모든 정착자들을 위하여 대표적 정부를 정부를 설립하고, 그 규정을 집행하는 데 법정 방식을 창조하였다.
1780년, 미국 독립 전쟁이 일어나는 동안에 존 시비어가 테네시 지방으로부터 개척자들의 단체를 이끌고 스모키 산맥을 가로질러 사우스캐롤라이나로 들어갔다. 이 남자들은 10월 7일 킹즈 산의 전투에서 미군이 영국군을 물리치는 데 도움을 주었다.
그 동안, 정착자들과 인디언들은 서로 테네시 지방 밖으로 몰아내려는 시도를 하였다. 정착자들은 노스캐롤라이나로 도움을 위하여 호소하였으나, 일어나지 않았다. 1784년 동부 테네시에서 3개의 카운티들이 노스캐롤라이나에 대항하며 반란을 일으켜 프랭클린의 독립적 주를 형성하였다. 노스캐롤라이나는 1788년 지역의 통치를 다시 얻었다. 연방 정부는 오하이오 강 남부의 미국 영토로 불리는 새로운 준주를 만들었다.
칙소 족은 1818년 터스컬루사 조약을 통해 자신들의 대지를 연방 정부에 할양할 때까지 서부 테네시의 거의를 소유하였다. 그러나 체로키 족은 아직도 중부 테네시에서 큰 지역과 리틀 테네시 남부의 더 작은 넓이와 동부에 있는 서쿼치 강을 품고 있었다.

### 주 지위
1796년 2월 6일 테네시는 주로 승격될 준비로써 헌법을 채택하였다. 6월 1일 16번째 주로 합중국에 가입하였다. 테네시 주민들은 존 시비어를 초대 지사로 선출하였다. 새 주는 대략 77,000명의 인구를 가졌고, 정부 영토의 외부로 창조된 첫 주였다.
흑인 노예들이 남북 전쟁이 일어나기 전에 많은 테네시 주의 서부와 중부에 있는 농장들에 힘써 일하였다. 그러나 주의 동부에 있는 일부 농부들은 노예들을 소유하였다. 테네시 주의 자유 흑인들은 1835년 그들에게서 권리를 되찾은 새 헌법이 채택될 때까지 투표를 할 수 있었다.

### 주의 건설
후에 미국의 대통령으로 선출된 3명의 남자들이 테네시 주의 발전에 주요 역할을 하였다. 그들은 앤드루 잭슨, 제임스 포크와 앤드루 존슨이었다.
앤드루 잭슨은 1796년 테네시 주의 첫 헌법을 작성하는 데 도움을 주었다. 그는 주의 첫 하원을 지내고, 후에 상원이 되었다. 그는 테네시주 대법원의 재판관을 지내기도 하였다. 미영 전쟁이 일어나는 동안에 잭슨은 자신의 테네시군들이 크리크 인디언들에 승리를 거두도록 이끌었다. 그는 뉴올리언스 전투에서 영국군을 물리친 미군을 지도하여 국민적 영웅이 되었다. 테네시 주는 1824년 잭슨이 대통령 선거를 패배하고, 4년 후에 다시 도전하여 대통령으로 선출될 때에 그를 지지하였다.
대통령으로서, 잭슨은 체로키 족이 서부의 대지들로 이주하도록 몰아냈다. 미국 의회는 1830년 인디언 이동 법령을 찬성하였다. 법령은 미시시피 강 동부의 인디언 종족들이 강의 서부에 있는 대지로 재배치하는 요구를 하였다. 잭슨이 물러난 후, 수천명의 체로키 족들이 1938-39년의 겨울에 생긴 강제적 이동 시기 동안에 사망하였다.
포크는 잭슨의 가까운 친구이며, 지지자였다. 포크는 주의 입법부에 2년 동안 근무하였고, 14년 간의 하원과 2년 간의 주지사를 지내왔다. 포크는 확장발전론의 기준에 1844년 대통령으로 선출되었다. 그의 대통령 임기 기간 동안에 포크는 멕시코 전쟁에서 미국의 승리를 이끌고, 국가의 영토를 거의 2배 가까이 만들었다.
주의 상원으로서, 앤드루 존슨은 권력을 가진 노예 주인들의 투표권을 줄이려는 시도를 하였다. 존슨은 하원, 테네시 주지사와 상원을 지냈다. 자신은 노예제에 반대하지 않았어도 그는 강하게 합중국을 믿었다. 그는 테네시 주의 주민들과 함께 합중국에 남아있도록 간청하였다.
많은 테네시 주민들은 합중국에 머무는 것에 대해 호의를 가졌다. 그러나 남군이 섬터 요새에 발포하였고, 전쟁이 피할 수 없이 나타나자 탈퇴하는 것에 대한 찬성이 더욱 거세졌다. 1861년 6월 8일, 남북 전쟁이 일어난 지 2달 후에 주민의 대략 3분의 2는 맹방에 가입하는 투표를 하였다. 테네시 주는 연방에서 탈퇴한 마지막 주였다. 앤드루 존슨은 자신의 주와 함께 탈퇴하지 않은 단 한명의 상원이었다.

### 남북 전쟁

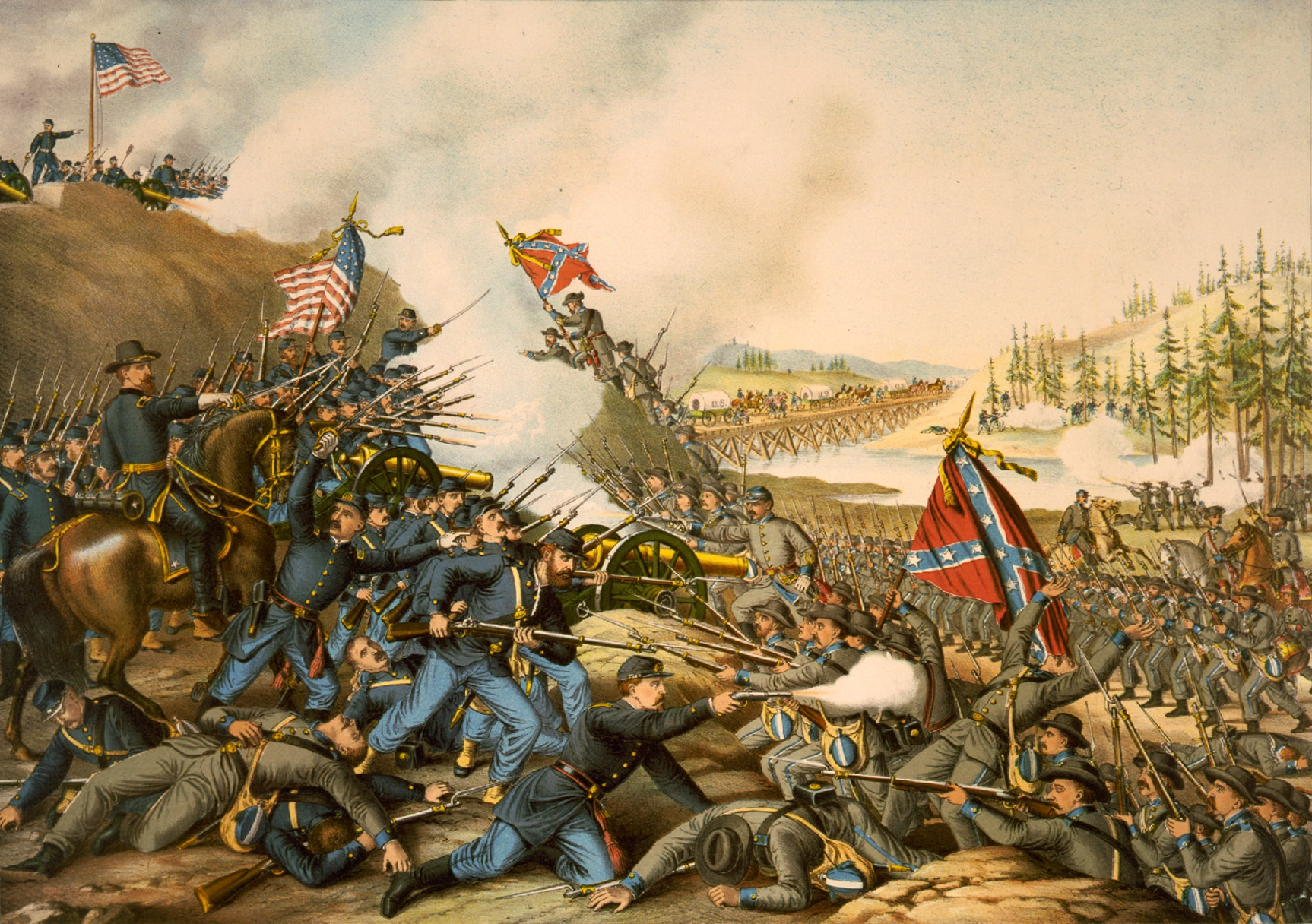
남북 전쟁 중의 프랭클린 전투

테네시 주민들은 자신들의 북부와 남부 사이의 동정심으로 나뉘었다. 북부에 동정심을 가진 주민들의 대부분은 주의 동부에서 왔다. 남군은 그 지방으로 들어가 전쟁의 좋은 부분을 위한 포로로 잡았다.
1862년 전쟁은 주의 중부와 서부 지방들에 걸쳐 퍼졌다. 율리시스 S. 그랜트 장군 아래의 북군은 그해 2월에 테네시 주에 침입하여 테네시 강과 컴벌랜드 강에 놓인 헨리 요새와 도널슨 요새를 빠르게 포획하였다. 그러고 나서 그랜트 장군은 테네시 강을 따라 피츠버그 상륙으로 착수하였다. 거기서 전쟁 중에 가장 잔인한 전투들 중의 하나가 벌어졌다. 그 싸움터에 서있던 교회의 이름을 딴 실로 전투라고 불리었다. 막해한 손실에 불구하고, 북군은 그 전투에서 위대한 승리를 거두었다. 그해에 테네시 주의 중부와 서부의 연방 통치가 설립되었다. 에이브러햄 링컨 대통령은 앤드루 존슨을 테네시 주의 군사적 지사로 임명하였다. 존슨은 테네시 주민들에게 노예 해방을 받아들이도록 요청하였다. 결과로서 테네시 주의 노예들은 다른 남부의 주들보다 더욱 일찍 자유를 얻었다.
1864년 윌리엄 T. 셔먼의 북군은 채터누가에서 조지아주로 들어가 애틀랜타를 포획하였다. 테네시 주에서 존 B. 후드 장군 아래의 남군이 프랭클린과 내슈빌에서 내슈빌에서 셔먼을 되돌리는 시도를 하였다. 그러나 조지 H. 토머스 장군은 내슈빌에서 후드의 군대를 물리쳤다.
공화당과 전쟁 민주당으로 이루어진 연합당은 앤드루 존슨을 1864년 선거에서 링컨 대통령 아래 부통령을 위한 후보로 임명하였다. 그들은 선거에서 우승하였으나, 1865년 4월 14일 링컨은 암살되었다. 앤드루 존슨은 4월 15일 대통령으로서 취임식을 가졌다. 그는 6월 13일 테네시 주의 반란을 끝내는 선언을 하였다. 그러나 의회의 강한 단체는 테네시주의 합중국 재편입을 막는 시도를 하였다. 1866년 7월 24일 숙고적인 토론 후에, 테네시 주는 맹방의 주로서 처음으로 재편입되었다.

### 재건
남북 전쟁 후의 수많은 세월은 테네시 주민들을 위한 어려운 시기였다. 전쟁은 주의 거의를 폐허로 만들었고, 수 천 명의 주민들을 길거리에 놓이게 하였다.
급진파로 불리는 북부에 동정심을 가진 주민의 단체는 전쟁이 끝난 후, 주 정부의 통치를 얻었다. 이 단체는 주지사와 주의 입법부 대부분을 포함하였다. 그들은 흑인 남자들에게 투표하는 권리를 주었으나, 남부에 동정심을 가진 주민들의 다수로부터 투표의 특권을 빼앗아 갔다. 이 급진파들의 대부분은 1869년 사무소에서 투표에 의하여 축출되었다. 테네시 주는 1870년 새 헌법을 채택하였다. 이 헌법은 주지사의 권력을 줄이고, 입법적 월급들에 한계를 세우며 21세 이상의 모든 남성 시민들에게로 투표권을 넓혔다.
주의 중부와 서부의 수확은 소작인들에 의하여 운영된 더 작은 농장들로 분배되었다. 많은 소작 농부들은 전 노예들이었다. 전쟁 이후의 세월 동안에 제조업과 광업이 번영하기 시작하였다. 그러나 주의 경제는 주로 농업에 지속적으로 의지하였다.
1870년대에는 병이 주를 덮쳤다. 미국 역사상 최악의 황열병 중의 하나가 1878년 멤피스에 타격을 주면서 그 주민의 19,600명 중에 대략 5,200명을 죽였다. 멤피스는 인구의 감소 때문에 재정적 어려움을 향하였다. 그 일은 1879년 파산과 도시의 특허장을 선언하였다. 1893년까지 특허장을 다시 얻지 않았다.
테네시 주의 은행들에게 주의 자금난은 남북 전쟁 후에 도시를 빚에 깊게 놓이게 하였다. 1913년 주의 은행부가 은행의 그릇된 처리, 부정 수단과 유해한 투기에 대항하여 공공 시설을 보호하기 위하여 세워졌다.

### 1900년대 초반
1900년대 초반은 주에 많은 변화를 가져왔다. 새롭고 더 낳은 고속도로와 철도들이 테네시 주를 가로지르기 시작했다. 주민들은 농장들로부터 도시들로 이주하기 시작하였다. 1930년대 중반에 들어서 제조업은 주요한 산업으로서 농업을 앞지르기 시작하였다.
1920년 주의 입법부는 여성들에게 투표하는 권리를 주는 19번째 개정을 찬성하였다. 테네시 주는 결국 36번째로 개정을 찬성하는 주가 되었다.
1925년 데이턴의 고등학교 교사 존 스콥스는 찰스 다윈의 진화론을 강의하는 주의 법률에 대해 반대하여 고발되었다. 주는 스콥스를 재판에 넘겼다. 유명한 연설자이자 정치인 윌리엄 제닝스 브라이언은 집행에 협조하였다. 당시 가장 유명한 변호사 클래런스 대로는 스콥스를 방어하였다. 재판은 거대한 논쟁으로 몰아냈다. 스콥스는 패하여 100 달러의 벌금을 물었으나, 유죄 판결은 소수의 법적 오류 때문이었다. 40년 이상의 후에 테네시 주는 스콥스가 유죄 판결을 받도록 한 법률을 무효화시켰다.
1933년 연방 정부는 테네시 강 유역의 자원을 보호하고 개발하기 위한 테네시 강 유역 개발 공사에 착수하였다.

### 1900년대 중반

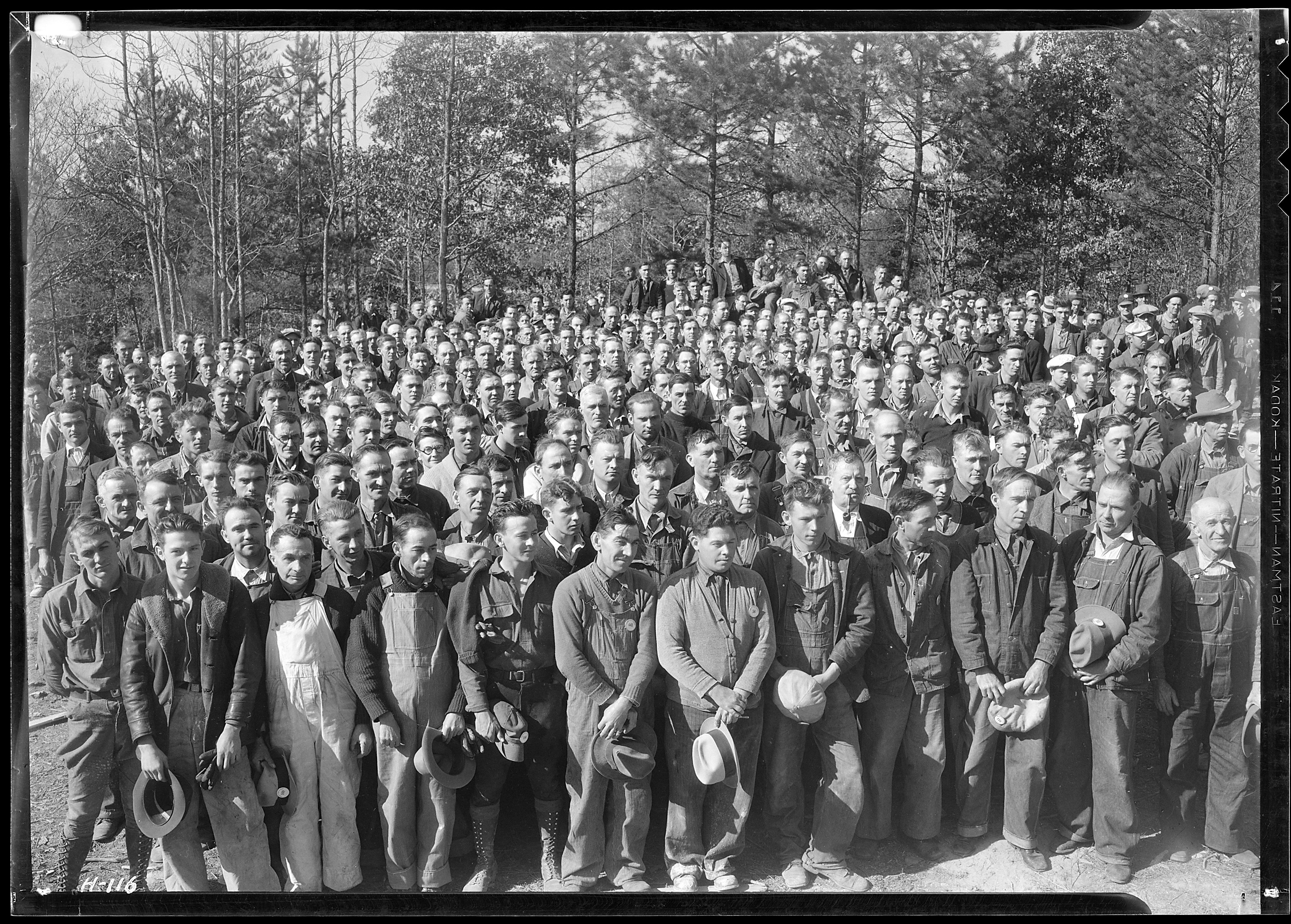
노리스 댐 건설 현장에 모인 근로자들(1933년)

1942년 연방 정부는 오크리지에서 원자력 발전소를 지었다. 과학자들은 그곳에서 제2차 세계 대전이 일어난 동안에 원자력 폭탄을 개발하기 위해 일하였다.
전쟁이 끝난 후, 테네시 주는 지속적으로 농업에서 산업적 경제로 옮겼다. 테네시 강 유역 개발 공사는 홍수 조절과 풍부한 물의 공급과 싼 전력을 공급하기 위해 더 많은 댐과 증기 지대들을 건설하였다. 이 시설들과 주의 큰 노동력이 새로운 산업들을 끌어들였다. 과학 단지들 근처에 지어진 오락 지역들은 많은 관광객들을 끌어들였다. 국가에서 가장 큰 녹음의 중심지들 중에 하나가 된 내슈빌에서 억만 장자의 음악 산업이 번창하였다. 산업은 컨트리 음악과 서부 음악이 나오는 라디오 프로그램 "그랜드 올 오프리"가 시작되었다.
테네시 주의 정치적 생활은 많은 베테랑들이 정치에서 활동적이 되면서 전쟁 후에 변하였다. 이 변화는 멤피스의 정치적 두목 E. H. 크럼프에 의한 통치에 대항하였으며 1948년 선거에서 반란을 초래했다. 선거에서 미국 상원에서 에스테스 키포버가 선거를 이기면서 크럼프는 20년 동안 처음으로 권력을 잃었다. 미국 하원에서 테네시 주를 대표한 키포버는 크럼프 반대 운동을 벌였다.
1953년에는 1870년 이래 처음으로 헌법 회의가 열렸다. 투표인들은 주지사의 임기를 2년에서 4년으로 늘리는 것을 포함하는 회의의 모든 8개의 개정을 찬성하였다. 또한 1950년대에는 공화당이 주에서 번영하였다. 1966년, 공화당이 1920년 이래 하워드 베이커가 상원에 선출되면서 공화당은 주에서 처음으로 이겼다. 1970년 투표인들은 50년 동안에 처음으로 공화당 주지사 윈필드 던을 선출하였다.
테네시 주에서의 정치적 통치가 시골 지역에서 도시 지역들로 옮겨졌다. 이동은 도시 인구에서 증가와 미국 대법원에 의한 지배의 결과를 가져왔다. 1962년, 연방 법원들이 주의 입법 과제에 법적인 영향력을 가진 테네시 주의 판례 "베이커 대 카"를 판결하였다. 1964년, 연방 법원은 주의 선거구를 다시 정하도록 주에 명령을 내렸다. 1965년, 주는 그것을 실행하여 인구에 의한 동등한 대의 제도를 얻었다.
주에서 사회적 변화의 대부분이 인종 차별 대우 폐지에 관한 것이었다. 테네시 주의 헌법은 흑인과 백인 어린이들이 같은 학교에 다니는 것을 불법으로 규정했다. 하지만 1954년, 미국 대법원은 공공 학교에서 의무적 인종 분리가 불법이라고 판결하였다. 주가 지원하는 학교들의 인종 차별 대우 폐지가 1956년 클린턴에서 시작되었다. 주의 공무원들은 명령을 집행하기 위하여 국립 경호원을 보냈다.
1968년 4월 4일, 공민권 운동가 마틴 루터 킹 2세가 멤피스에서 살해되었다. 그는 파업 청소부들을 위한 항의를 지도하기 위하여 거기에 왔었다. 그를 암살한 탈주범 제임스 얼 레이는 유죄 판결이 내려져 징역 99년을 선고받았다.

### 1900년대 후반
1974년, 주의 입법부는 대중이 지방과 주 정부 회의들에 참석하는 데 허락한 의사 공개법을 통과시켰다. 1978년 투표인들은 주의 정부가 정한 주 헌법에 개정을 찬성하였다. 그 해에 채택된 다른 개정은 주지사들이 재선을 위한 자격에 관한 것이었다.
1982년, 녹스빌에서 열린 만국 박람회가 테네시 주에서 관광업을 촉진하는 데 도움을 주었다. 녹스빌은 그 이벤트를 위하여 그 다운타운 지역의 70 에이커(28 헥타르)를 재개발하였다.
1900년대 중반 이래의 경제 향상에 불구하고 많은 테네시 주민들의 생활은 낮은 수준에 머물러 있었다. 직업의 기회들을 늘리기 위해, 테네시 주는 새로운 산업을 끌어들이는 노력을 하였다. 1983년, 닛산이 스머나에 새로운 트럭 조립 공장을 열었다. 1985년에는 2조 달러의 테네시-톰빅비 수로 프로젝트에 의하여 테네시 강이 멕시코만과 연결되었다. 새로운 수중 교통은 곧 경제적 번영을 자극하였다. 1990년, 제네럴 모터스는 스프링힐에 새로운 자동차 공장을 열었다.

## 경제

### 서비스업
서비스업은 테네시 주의 고용과 한 해에 주에서 생산되는 모든 물건과 서비스의 국내 총생산 양쪽의 4분의 3 이상을 차지한다. 많은 서비스업들은 멤피스 지역에서 운영된다. 미국에서 주요한 분포 중심지들 중의 하나인 멤피스는 소매상을 위한 주의 주요한 지역이다. 도시는 고속도로, 철도와 미시시피강을 통해 미국의 많은 대도시들과 직접 연결을 한다. 주요한 자동차 부품 소매상 오토존 사가 멤피스에 거점을 두었다. 세계에서 가장 큰 배달 서비스들 중의 하나인 페덱스 주식회사가 도시에 본사를 두었다. 많은 항공과 트럭 회사들도 멤피스에서 운영된다.
멤피스와 더불어 많은 서비스업들이 녹스빌, 내슈빌과 다른 메트로폴리탄 지역들에서 운영된다. 주도인 내슈빌은 정부 활동의 중심지이다. 연방 정부 법인 테네시 유역 개발 공사는 국가의 가장 큰 전력 회사이며, 내슈빌에 본부를 두었다. 멤피스와 내슈빌은 주의 주요한 은행의 중심지이다. 존슨시티, 녹스빌, 멤피스와 내슈빌은 의료 학교와 큰 병원들이 있는 중요한 지방 보건의 중심지들이다. 많은 호텔, 식당과 소매상들이 녹스빌, 멤피스와 내슈빌에서 운영된다.

### 제조업

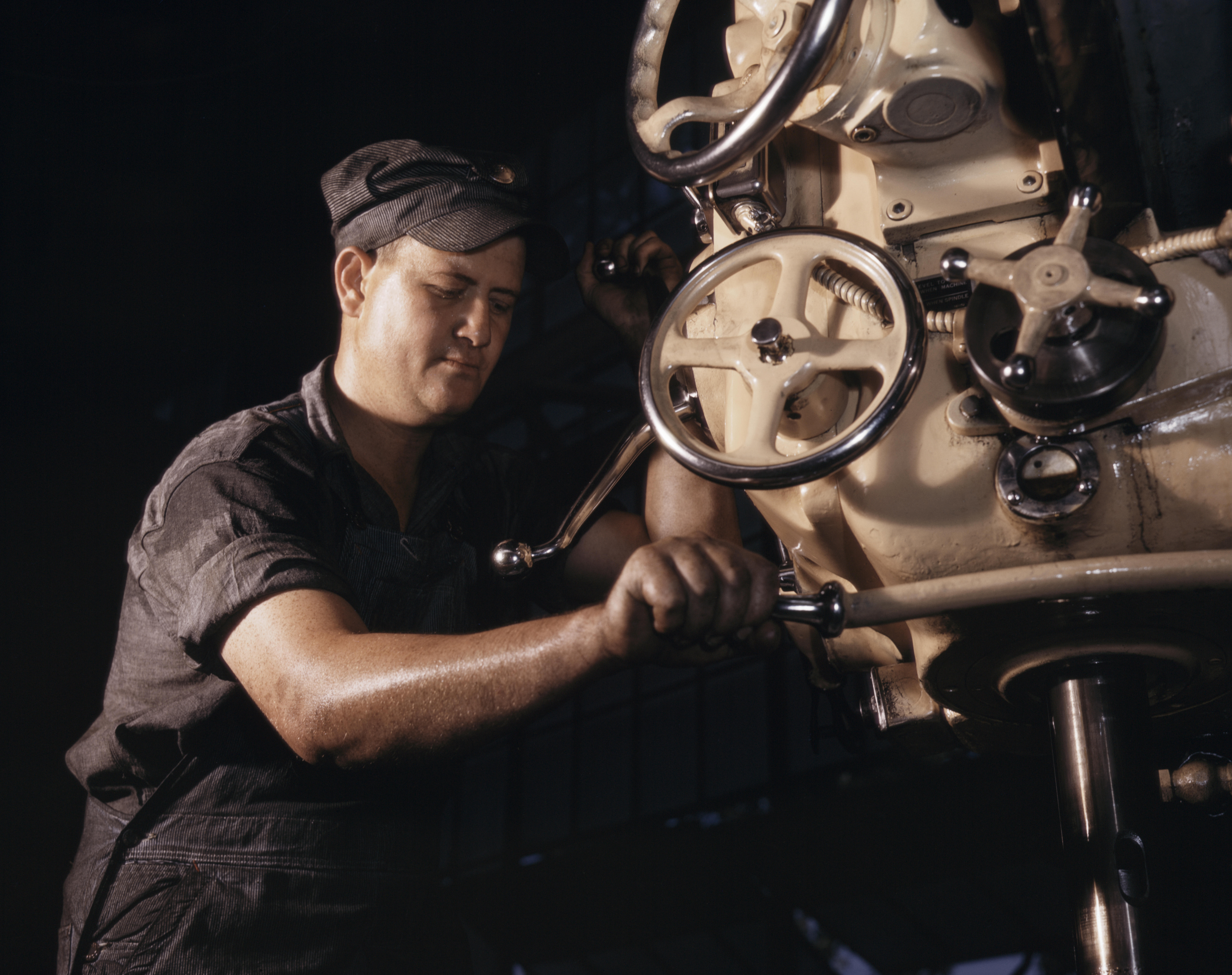
제2차세계대전 당시 채터누가의 공학자

식료품의 가공업은 테네시 주의 주요한 업종이다. 빵, 아침 식사 시리얼과 밀가루를 포함한 곡식의 제품들이 주요한 식품 단체이다. 주에서 생산되는 음료는 맥주, 청량음료와 위스키이다. 무어와 코피 카운티는 대형 위스키 양조장이 있다. 테네시 주의 다른 중요한 식품에는 제과류, 캔디류, 낙농품과 정육품이 있다.
교통 수단도 테네시 주의 주요한 제조품들 중에 하나다. 스머나와 스피링힐의 공장 지대들은 자동차와 트럭을 생산한다. 자동차 부품의 많은 제조업들은 이 공장 지대들의 근처에서 생산된다. 비행기 용품은 내슈빌 지역에서 생산되고, 보트는 주의 동부에서 지어진다.
화학품, 컴퓨터와 전자 제품들도 또한 중요하다. 테네시 주의 공장들은 산업적 화학품, 약품, 플라스틱 수지와 비누를 생산한다. 화학품의 주요한 제조사 이스트맨 화학 회사가 킹포트에 본사를 두었다. 주요한 전자 제품들은 오디오와 시각 용품, 컴퓨터와 그 용품, 과학적 기구와 반도체들을 포함한다.
다른 주요한 제품에는 기계와 금속 제품들이 있다. 주에서 기계의 가장 중요한 종류는 난방과 냉장 용품이다. 알루미늄은 주요 금속 부문의 주요한 부분이다.

### 농업
농장 지대는 테네시주 대지의 대략 40 퍼센트를 뒤덮고 있다. 육우와 닭은 테네시 주에서 농장 소득의 주요한 원천이다. 많은 육우들은 주의 중부와 남중부에서 사육된다. 닭은 주로 주의 중부와 남부에서 길러지고 있다. 젖소는 주로 주의 동부에서 사육되며, 또한 농장 소득의 중요한 근원이기도 하다. 테네시 주는 많은 돼지와 말을 키우고 있다. 돼지는 주의 북서부에서 기르고, 유명한 테네시 산책 말의 사육은 주의 중부에서 발달하였다.
옥수수, 면화와 콩은 테네시 주의 주요한 곡물이다. 이 3개의 곡물들은 모두 주의 서부에서 자란다. 테네시 주는 주요한 담배 생산지들 중의 하나이며, 농부들은 주의 북중부에서 담배를 재배한다. 주로 가축의 사료로 쓰이는 건초는 주의 중부와 동부에서 자란다.
온실과 종묘장의 생산품들은 테네시주 농업의 중요한 부분을 차지한다. 미국 남동부에서 심은 많은 과일 나무들은 테네시 주의 종묘장에서 왔다. 과일과 채소는 테네시주 농장 소득의 작은 부분을 마련한다. 강낭콩과 토마토는 주에서 가장 중요하게 자라는 채소이며, 사과와 복숭아가 주요한 과일이다.

### 광업
자갈은 테네시 주의 가장 가치 있는 광물이며, 석회암의 매장량들은 주의 모든 자갈의 대부분의 근원이다. 가장 큰 석회암 매장량은 주의 동부 절반에 놓여있다.
석탄도 중요한 광물이며, 주의 석탄은 애팔래치아산맥에서 채굴된다. 테네시주의 다른 광물에는 점토, 준 보석, 포틀랜드 시멘트, 모래와 자갈이 있다. 테네시 주는 점토와 보석의 채굴로 국가를 이끌고 있다.

## 인구
| 인구조사                      | 인구      | Note | %±     |
| ----------------------------- | --------- | ---- | ------ |
| 1790년                        | 35,691    |      | —      |
| 1800년                        | 105,602   |      | 195.9% |
| 1810년                        | 261,727   |      | 147.8% |
| 1820년                        | 422,823   |      | 61.6%  |
| 1830년                        | 681,904   |      | 61.3%  |
| 1840년                        | 829,210   |      | 21.6%  |
| 1850년                        | 1,002,717 |      | 20.9%  |
| 1860년                        | 1,109,801 |      | 10.7%  |
| 1870년                        | 1,258,520 |      | 13.4%  |
| 1880년                        | 1,542,359 |      | 22.6%  |
| 1890년                        | 1,767,518 |      | 14.6%  |
| 1900년                        | 2,020,616 |      | 14.3%  |
| 1910년                        | 2,184,789 |      | 8.1%   |
| 1920년                        | 2,337,885 |      | 7.0%   |
| 1930년                        | 2,616,556 |      | 11.9%  |
| 1940년                        | 2,915,841 |      | 11.4%  |
| 1950년                        | 3,291,718 |      | 12.9%  |
| 1960년                        | 3,567,089 |      | 8.4%   |
| 1970년                        | 3,923,687 |      | 10.0%  |
| 1980년                        | 4,591,120 |      | 17.0%  |
| 1990년                        | 4,877,185 |      | 6.2%   |
| 2000년                        | 5,689,283 |      | 16.7%  |
| 2010년                        | 6,346,105 |      | 11.5%  |
| 2020년                        | 6,910,840 |      | 8.9%   |
| 출처: 1910–2020 2019 estimate |           |      |        |

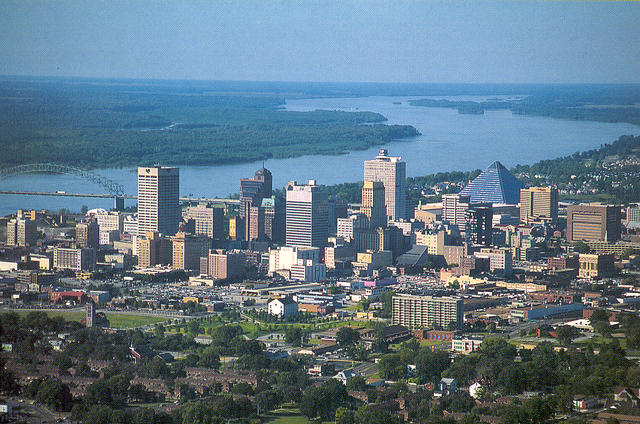
멤피스의 스카이라인

2020년 미국 인구 조사국은 테네시 주의 인구가 6,910,840명이라고 보고하였다. 인구는 2010년의 6,346,105명에서 대략 8.9% 증가하였다.
멤피스는 테네시 주에서 가장 큰 도시이고, 그 다음으로 내슈빌, 녹스빌, 채터누가와 클락스빌이다. 이 도시들은 각각 100,000명 이상의 주민들이 살고 있다. 주의 다른 도시들은 25,000명 이상의 주민들이 산다.
주의 70% 이상의 주민들은 주의 10개 메트로폴리탄 지역들에 산다. 대략 50%는 녹스빌, 멤피스와 내슈빌-데이비드슨-머프리스보로 메트로폴리탄 지역들에 산다.
100명의 테네시 주민들 중 대략 16명은 아프리카계 미국인이다. 대략 흑인들의 43%는 멤피스에 산다. 테네시 주의 다른 인구 집단은 아일랜드, 독일, 영국 계통의 주민들이다.

## 지리
테네시주는 지리적으로 대구역(Grand Division)이라 불리는 3개 구역으로 나뉜다.
동부 테네시와 중부 테네시의 경계는 컴벌랜드고원(Cumberland Plateau), 중부 테네시와 서부 테네시의 경계는 테네시강이다.

## 같이 보기
- USS 테네시